# 대전지방국토관리청
대전지방국토관리청(大田地方國土管理廳)은 국토교통부의 소속기관이다. 1979년 6월 15일 발족하였으며, 대전광역시 동구 계족로 447에 위치하고 있다. 청장은 고위공무원단 나등급에 속하는 일반직공무원으로 보한다.

## 직무
- 건설 관련 기술자자격의 취소 또는 정지처분
- 각종 건설공사·용역의 계약관리
- 국가산업단지의 관리에 따른 행정처분
- 건설공사에 따른 용지매수 및 지장물 보상
- 도로건설사업에 관한 측량·조사·설계 및 시행
- 국도 및 하천의 유지·관리 및 이에 따른 행정처분
- 하천공사의 측량·조사·설계 및 시행
- 건설공사의 품질 및 안전 관리의 확인·지도감독
- 시설물의 안전 및 유지관리의 확인·지도감독
- 지하안전영향평가의 협의·관리·감독
- 소관 국유재산 및 청사의 관리
- 지역개발사업의 관리

## 연혁
- 1975년 6월 18일: 중부국토건설국으로부터 충청북도·충청남도의 관할권을 넘겨받아 건설부 소속으로 충청북도·충청남도지방국토관리청을 각각 설치.
- 1979년 6월 15일: 충청북도·충청남도지방국토관리청을 대전지방국토관리청으로 통합.
- 1994년 12월 23일: 건설교통부 소속으로 변경.
- 2008년 2월 29일: 국토해양부 소속으로 변경.
- 2013년 3월 23일: 국토교통부 소속으로 변경.

## 관할구역
- 대전광역시, 세종특별자치시, 충청북도, 충청남도
- 도로 관련 업무에 대해서는 경상북도 상주시 화북면의 국도 제37호선 전 구간을 포함한다.
- 하천 관련 업무에 대해서는 충청북도 내 한강수계·충청남도 내 안성천수계는 제외하며, 경기도ㆍ전라북도·경상북도 내 금강수계는 포함한다.

## 조직

### 청장
관리국
- 운영지원과[2]
- 건설지원과[3]
- 보상과[2]

도로시설국
- 도로계획과[3]
- 도로공사과[3]

하천국
- 하천계획과[2]
- 하천공사과[3]

건설안전국
- 건설관리과[4]
- 건설안전과[4]

### 소속기관
국토관리사무소
| 명칭               | 위치                                        | 관할구역 |
| ------------------ | ------------------------------------------- | --- |
| 논산국토관리사무소 | 충청남도 논산시 시민로 121                  | - 국도: 대전광역시 및 세종특별자치시 및 충청남도 공주시, 논산시, 계룡시, 천안시 광덕면 원덕리·대평리·행정리, 청양군, 부여군, 금산군, 서천군 - 국가하천: 국가하천 금강 전 구간 |
| 충주국토관리사무소 | 충청북도 충주시 동량면 충원대로 1332        | - 국도: 충청북도 충주시, 제천시, 단양군, 괴산군, 음성군 |
| 보은국토관리사무소 | 충청북도 보은군 보은읍 장신로 54            | - 국도: 충청북도 청주시, 진천군, 보은군, 옥천군, 영동군, 증평군, 경상북도 상주시 화북면                                                                                       |
| 예산국토관리사무소 | 충청남도 예산군 오가면 역탑리 오가중앙로 69 | - 충청남도 서산시, 아산시, 보령시, 천안시, 태안군, 당진시, 예산군, 홍성군 |

출장소
| 소속               | 명칭       | 위치                             |
| ------------------ | ---------- | -------------------------------- |
| 예산국토관리사무소 | 서천출장소 | 충청남도 서천군 비인면 비인로 18 |